# Berberis jobii
Berberis jobii är en berberisväxtart som beskrevs av Orsi. Berberis jobii ingår i släktet berberisar, och familjen berberisväxter. Inga underarter finns listade i Catalogue of Life.